# Huskur
En huskur är en äldre behandlingsmetod som tas till mot diverse åkommor utan att ha ordinerats av läkare.
Huskurer går ofta i arv inom släkten och kan ha sitt ursprung både i äldre läkemetoder, i folktro och i magi. Ofta utnyttjas sådana ingredienser som honung, sprit och diverse växtdelar i huskurerna. I regel gör dagens huskurer ingen direkt skada och en del är även direkt välgörande men de kan göra indirekt skada vid allvarliga sjukdomar om man föredrar huskuren framför modern medicin eller att gå till läkaren. I andra fall har läkarna nu börjat studera gamla huskurer lite närmare för att utvärdera om de kan vara ett alternativ till medicinering. Ett sådant exempel är lindrig depression där örten johannesört studeras som alternativ till traditionella mediciner.